# Hexatoma aperta
Hexatoma aperta là một loài ruồi trong họ Limoniidae. Chúng phân bố ở miền Australasia.